# 超級海洋

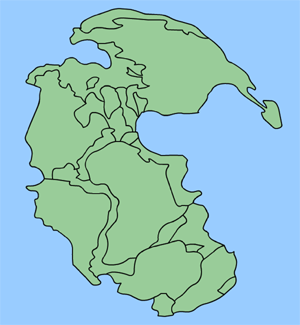
盤古大陸，由泛大洋環繞著

超級海洋的定義為，至少比現今太平洋大的海洋，通常環繞着一個超大陸。
由於海域表層的洋流，可以通暢地從東往西流動，因此超大陸的東側氣候，將比西側更溫暖。超大陸內部的氣溫變化將更為激烈，將導致強烈的季風。但關於超級海洋的相關知識仍是未知。

## 列表
- 米洛維亞洋：在俄語中意為「全球的」。環繞著羅迪尼亞大陸
- 泛非洋：環繞著潘諾西亞大陸
- 泛大洋：環繞著盤古大陸
- 巨太平洋：環繞著2.5億到4億年後形成的終極盤古大陸

此外，哥倫比亞大陸與更早期的烏爾大陸，應該也由超級海洋環繞著。